# Йелашница (община Сурдулица)
Йелашница е село в община Сурдулица, Пчински окръг, Сърбия. Според преброяването от 2011 г. населението му е 1056 жители.

## Население
- 1948 – 1401
- 1953 – 1369
- 1961 – 1397
- 1971 – 1410
- 1981 – 1355
- 1991 – 1319
- 2002 – 1173
- 2011 – 1056

## Етнически състав
(2002)
- 694 (59,16%) – сърби
- 397(33,84%) – цигани
- 81 (6,90%) – неизвестно